# Łęczyna
Łęczyna – osada w Polsce położona w województwie zachodniopomorskim, w powiecie stargardzkim, w gminie Stara Dąbrowa, położona 3 km na północny zachód od Starej Dąbrowy (siedziby gminy) i 12 km na północny wschód od Stargardu (siedziby powiatu), przy drodze wojewódzkiej nr .
W latach 1975–1998 miejscowość administracyjnie należała do województwa szczecińskiego.